# Парадокс дружби

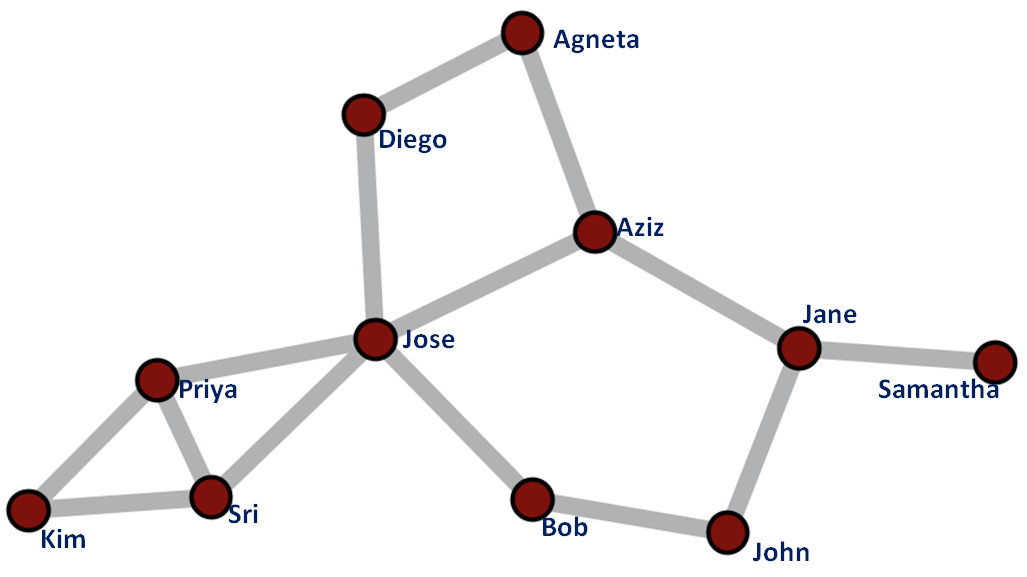
Простий соціальний граф зі спостережуваним парадоксом дружби: майже у всіх (крім Jose і Jane) друзів менше, ніж у середньому в їхніх друзів

Парадокс дружби (англ. Friendship paradox) — феномен, який полягає в тому, що зазвичай у більшості людей друзів менше, ніж у середньому в їхніх друзів.

## Історія
Явище виявив в 1991 році соціолог з державного університету Нью-Йорка Скотт Фельд (англ. Scott L Feld), вивчаючи соціальні мережі (термін у соціології, що означає сукупність соціальних зв'язків для довільної групи).
Парадокс виконується також і для соціальних мереж у більш вузькому сенсі, а саме для соціальних мереж в Інтернеті. Наприклад, у 2012 році він був підтверджений дослідниками Корнелльського університету, які проаналізували 721 млн користувачів Facebook. Учені також показали, що це твердження вірне для 98 % користувачів Twitter.
Незважаючи на видиму парадоксальність гіпотези, вона акуратно виводиться з базових принципів теорії графів і теорії ймовірностей, застосованих до соціального графу.
Зокрема, парадокс можна пояснити зміщенням вибірки, у якій люди з великим числом зв'язків мають більш високу ймовірність спостерігатися в числі друзів.
Аналогічне спостереження можна застосувати й для інших пов'язаних спільнот. Наприклад, сексуальні партнери більшості людей мали в середньому більше число статевих партнерів, ніж вони самі.